# New Century Plaza West Tower
La New Century Plaza West Tower est un gratte-ciel de 204 mètres construit en 2003 à Shenzhen en Chine.